# Kaze no shōjo Emirī
Kaze no shōjo Emirī (яп. 風の少女エミリー, Кадзе но сьодзьо Емірі, укр. Вітер Емілі) — аніме-серіал 2007 року створений студією TMS Entertainment. Заснований на романі «Емілі з Місячного серпа» канадської письменниці Люсі Мод Монтгомері.

## Сюжет
Після смерті батька одинадцятилітня Емілі залишається сиротою і її забирають до себе на ферму «Місячний Серп» її тітки Елізабет, Лора та кузен Джиммі. Емілі починає своє нове життя, відразу стикаючись зі строгими традиціями сім'ї Муррей, на дотриманні яких наполягає сувора і крижана тітка Елізабет. Вона також знаходить нових друзів — Ільзу Барнлі, Тедді Кента і Перрі Міллера, хоча тітка Елізабет не схвалює цю дружбу, тому що Перрі родом з одного з найбідніших районів міста.
У кожного з друзів є свій особливий дар. В Емілі це талант до письменництва, у сором'язливого Тедді — талант до живопису, у жвавої Ільзи — талант до акторської майстерності, а у Перрі талант до політичних виступів. Однак у кожного з дітей є проблеми в своїх сім'ях — Емілі вимушена вступати в протиборство зі своєю тіткою Елізабет, яка не розуміє її потреби у вираженні свого таланту. Батько Ільзи, доктор Барнлі, майже повністю ігнорує свою дочку через жахливу таємницю, що стосується смерті його дружини. Мати Тедді ревнує свого сина до його таланту і друзів, боячись, що через них він перестане любити її. Перрі ж змушений працювати, щоб утримувати себе і свою літню тітку, яка незадоволена його прагненням до навчання.
Історія показує дорослішання головних героїв та їхнє прагнення досягти своїх мрій.